# Masterpeace
Masterpeace – szósty album studyjny amerykańskiego zespołu heavymetalowego Metal Church wydany 22 lipca 1999 roku przez Nuclear Blast.

## Lista utworów
Autorami utworów, jeśli nie podano inaczej, są Kurdt Vanderhoof i David Wayne.
1. „Sleeps with Thunder” (Vanderhoof) – 6:01
2. „Falldown” – 4:37
3. „Into Dust” – 4:16
4. „Kiss for the Dead” – 6:50
5. „Lb. of Cure” – 4:33
6. „Faster than Life” – 4:51
7. „Masterpeace” (Vanderhoof) – 1:55
8. „All Your Sorrows” – 5:41
9. „They Signed in Blood” – 7:27
10. „Toys in the Attic (cover Aerosmith)” (Joe Perry / Steven Tyler) – 3:14
11. „Sand Kings” – 4:38

## Twórcy
| Metal Church w składzie - David Wayne – śpiew - John Marshall – gitara - Kurdt Vanderhoof – gitara - Duke Erickson – gitara basowa - Kirk Arrington – perkusja | Personel - Mark Greer – produkcja, realizacja nagrań, miksowanie - Kurdt Vanderhoof – produkcja, realizacja nagrań, miksowanie - Karl Welty – inżynieria dźwięku - Eric Peacock – projekt okładki - Reba Swartz – zdjęcia - James Gamble – zdjęcia |